# Saman Tahmasebi
Saman Ahman Tahmasebi (pers. ‏سامان طهماسبی‎; az. Təhmasibi Saman Əhməd oğlu; ur. 26 lipca 1985) – irański i azerski zapaśnik w stylu klasycznym. Trzykrotny olimpijczyk. Jedenasty w Pekinie 2008 w barwach Iranu. Na kolejnych igrzyskach w Londynie 2012, także zajął jedenastą pozycję, ale tym razem reprezentował Azerbejdżan, w wadze 84 kg. W Rio de Janeiro 2016 był trzynasty w kategorii 85 kg.
Srebrny medalista mistrzostw świata w 2013 i 2014, a także brązowy w 2006, 2007 i 2015. Dziewiąty na igrzyskach azjatyckich w 2006. Pierwszy na mistrzostwach Azji w 2007.
Drugi w Pucharze Świata w 2011; trzeci w 2012 i 2014 i dwunasty w 2013. Trzy starty w mistrzostwach Europy, piąty w 2013. Dziewiąty na igrzyskach europejskich w 2015 roku.
Mistrz Azerbejdżanu w 2010 i 2012; drugi w 2011 roku.